# Anomalepididae
Gli Anomalepididi (Anomalepididae Taylor, 1939) sono una famiglia di serpenti della superfamiglia Typhlopoidea, diffusi in America centrale e Sud America.

## Tassonomia
La famiglia comprende 18 specie in 4 generi:
- Anomalepis Jan, 1860
  - Anomalepis aspinosus Taylor, 1939
  - Anomalepis colombia Marx, 1953
  - Anomalepis flavapices Peters, 1957
  - Anomalepis mexicanus Jan, 1860
- Helminthophis Peters, 1860
  - Helminthophis flavoterminatus (Peters, 1857)
  - Helminthophis frontalis (Peters, 1860)
  - Helminthophis praeocularis Amaral, 1924
- Liotyphlops W. Peters, 1881
  - Liotyphlops albirostris (Peters, 1857)
  - Liotyphlops anops (Cope, 1899)
  - Liotyphlops argaleus Dixon & Kofron, 1984
  - Liotyphlops beui (Amaral, 1924)
  - Liotyphlops caissara Centeno, Sawaya & Germano, 2010
  - Liotyphlops haadi Silva-Haad, Franco & Maldonado, 2008
  - Liotyphlops schubarti Vanzolini, 1948
  - Liotyphlops ternetzii (Boulenger, 1896)
  - Liotyphlops trefauti Freire, Caramaschi, Suzart Argolo, 2007
  - Liotyphlops wilderi (Garman, 1883)
- Typhlophis Fitzinger, 1843
  - Typhlophis squamosus (Schlegel, 1839)